# Maera loveni
Maera loveni är en kräftdjursart som först beskrevs av Arvid Sture Bruzelius 1859.  Maera loveni ingår i släktet Maera och familjen Melitidae. Arten är reproducerande i Sverige. Inga underarter finns listade i Catalogue of Life.